# Ilha de San Nicola
A Ilha de San Nicola é uma ilha da Itália que pertence ao arquipélago de Tremiti (ou Diomedee) no mar Adriático, com população não especificada entre os 496 habitantes das ilhas Tremiti.  É o centro histórico, religioso e administrativo das ilhas. Está sob a jurisdição da província de Foggia, Apúlia.

## Geografia

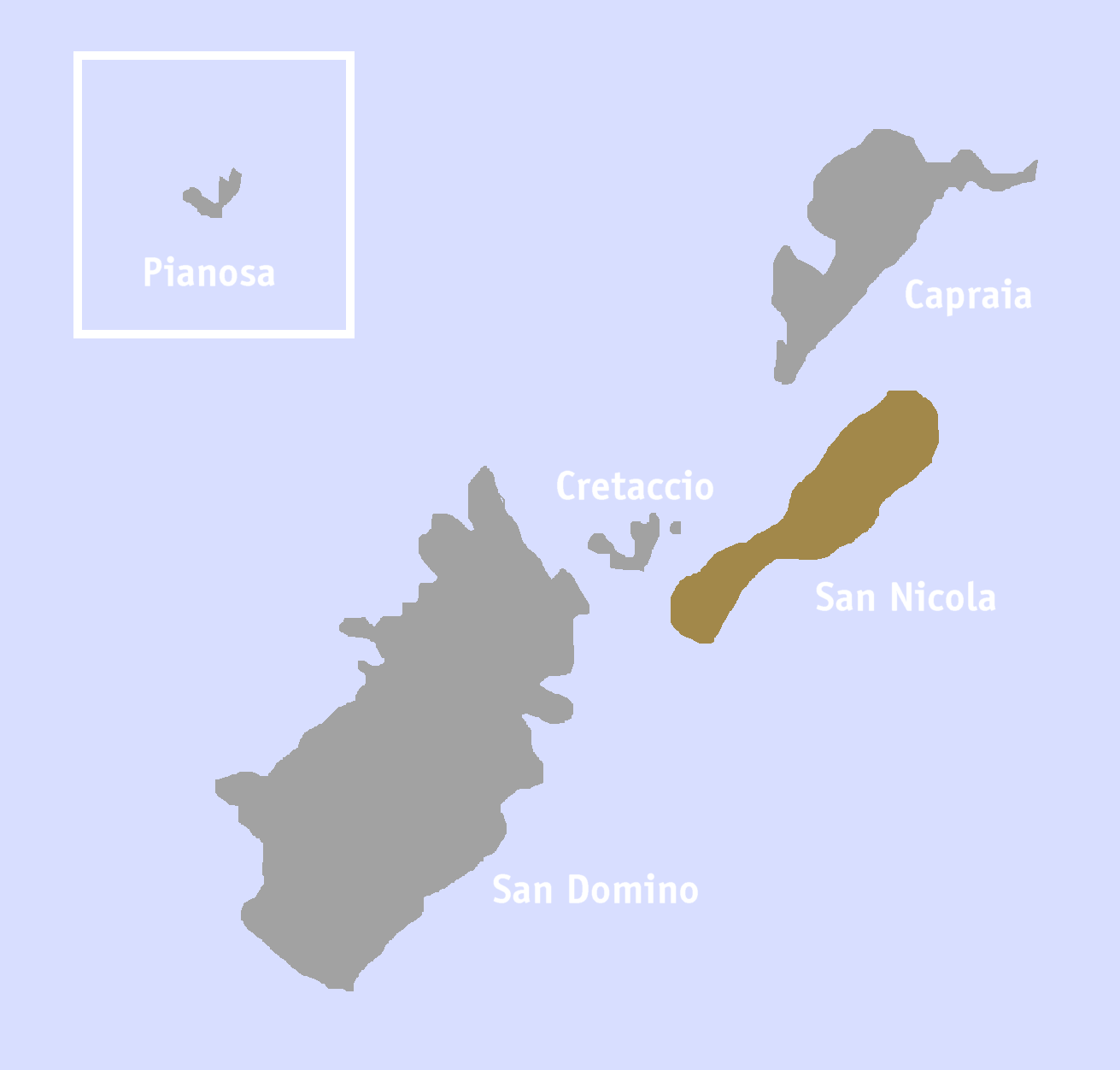
Posição de San Nicola

A ilha ocupa uma área de 42 ha, comprimento de 1,6 km, largura de 450 metros, extensão litorânea de 3, 7 km . O ponto culminante é de 116 metros acima do nível do mar (monte Eremita)
A forma da ilha é alongada, com um litoral recortado, protegido por enormes rochas e falésias de 60 metros junto ao mar.
O nome San Nicola deriva de um eremita que construiu uma capela, em honra ao Santo Marinaio.

## História
San Nicola é a menor das  ilhas Tremiti, excluindo as mais distantes, Cretaccio e Pianosa. É historicamente e artisticamente, a mais importante das ilhas.
Além dos sítios do período Neolítico e da Idade do Ferro, de valor puramente histórico, há uma necrópole com duas "tumbas" do período helenístico, entre elas a Tumba de Diomede e restos de dois Domus romanos.
A paisagem da ilha é fortemente caracterizada pela presença da Abadia de Santa Maria, uma obra monumental que domina a zona portuária.
Santa Maria a Mare foi construída pelos beneditinos de monte Cassino em 1045. Por esta razão, a ilha também é chamada de Monte Cassino in mezzo al mare.
Lá era situada a antiga capela construída pelos eremitas, que segundo uma lenda, a construíram com dinheiro vindo de tesouros do herói Diomede.
Sob ordens dos Cônegos Regulares Lateranenses, em 1473, dois arquitetos deram um estilo renascentista vêneto-toscano na fachada.
Os Beneditinos: Em 1016, com a fama da devoção a Nossa Senhora de Tremiti espalhada, o Papa enviou monges beneditinos dependentes de Cassino para trabalhos divinos.
Em 1045 os monges começaram a construção da igreja. Faziam todo tipo de negócio com as terras férteis da Ilha de San Domino, até com piratas e se tornaram ricos.
Também recebiam doações de devotos, acumulando grandes tesouros e comprando terras no continente.
Tornaram-se guerreiros e poderosos o suficiente, para contestar a dependência da abadia de monte Cassino, até obterem uma promessa solene de independência absoluta.
A insubordinação continuada, a negligência quanto à conservação do patrimônio e o desleixo quanto à vida religiosa, levaram a autoridade papal a realizar uma investigação, conduzida pelo bispo de Dragonara, que por medo de encontrar piratas eslavos, amigos dos monges, os convocou para ir ao continente.
A decisão foi expulsar a ordem beneditina de Tremiti, em 1236.
Os Cistercienses: Foram enviados em 1237, os religiosos dedicados aos divinos ministérios. Em seguida, Carlo I d'Angiò fortificou o complexo.
No século XIV, tendo se espalhado as riquezas acumuladas pelos monges e beneditinos, piratas eslavos de Castello d'Almisio, vilarejo a 10 km de Spalato (atual  Split ]] saquearam a fortaleza, sem sucesso.
Mais adiante, dálmatas Almogávares com sua frota, enganando os religiosos, os trucidam, acabando com a ordem cisterciense na ilha e em todo o arquipélago.
Os Cônegos Lateranenses: Em 1412, os frades da Ordem Regular Lateranense de San Frediano di Lucca, depois de muita hesitação, foram conduzidos por Leone da Carrara reconstruindo e ampliando as edificações, transformaram o mosteiro em uma verdadeira fortaleza com guarnições: a igreja se tornou mais bonita. Foram construídas cisternas, repovoando o antigo centro religioso.
Em 1567, a fortaleza resistiu a um ataque da armada de Solimão, o Magnífico.
Em 1783, Ferdinando I di Borbone,suprimiu a abadia e em 1792 instituiu uma colônia penal na ilha.
Ocupada por muratianos, San Nicola resistiu a uma frota inglesa e, em 1843, Fernando II deportou napolitanos de cortiços, que deram origem a população que ainda conserva o dialeto napolitano.
O governo italiano continuou a servir-se de Tremiti, como colônia de prisão domiciliar no fim da primeira guerra mundial. Entre 1926 e 1943, foi local de confinamento comum e político.

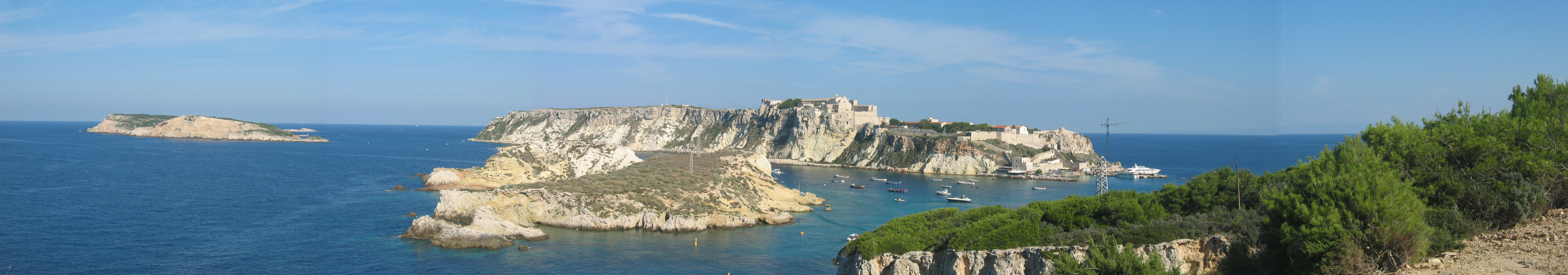
Vista da Abadia de Santa Maria

## Galeria de fotos

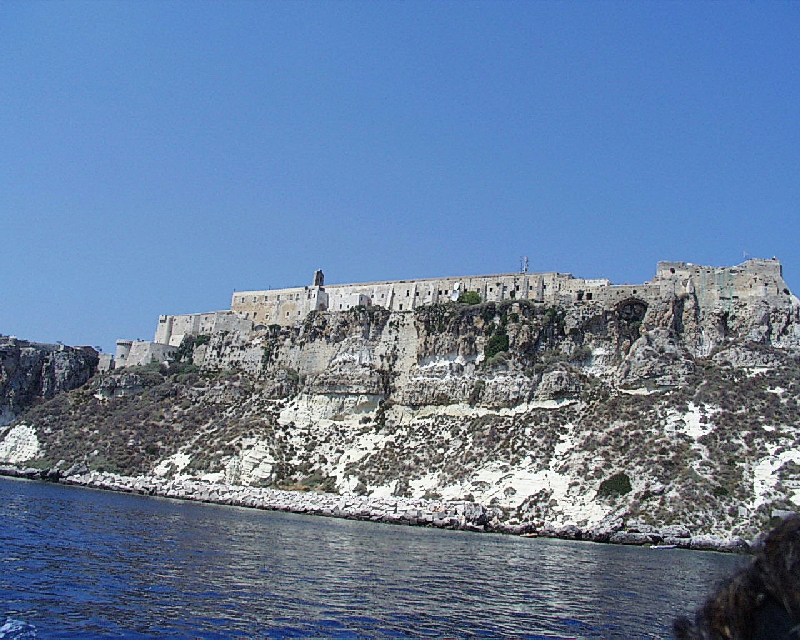
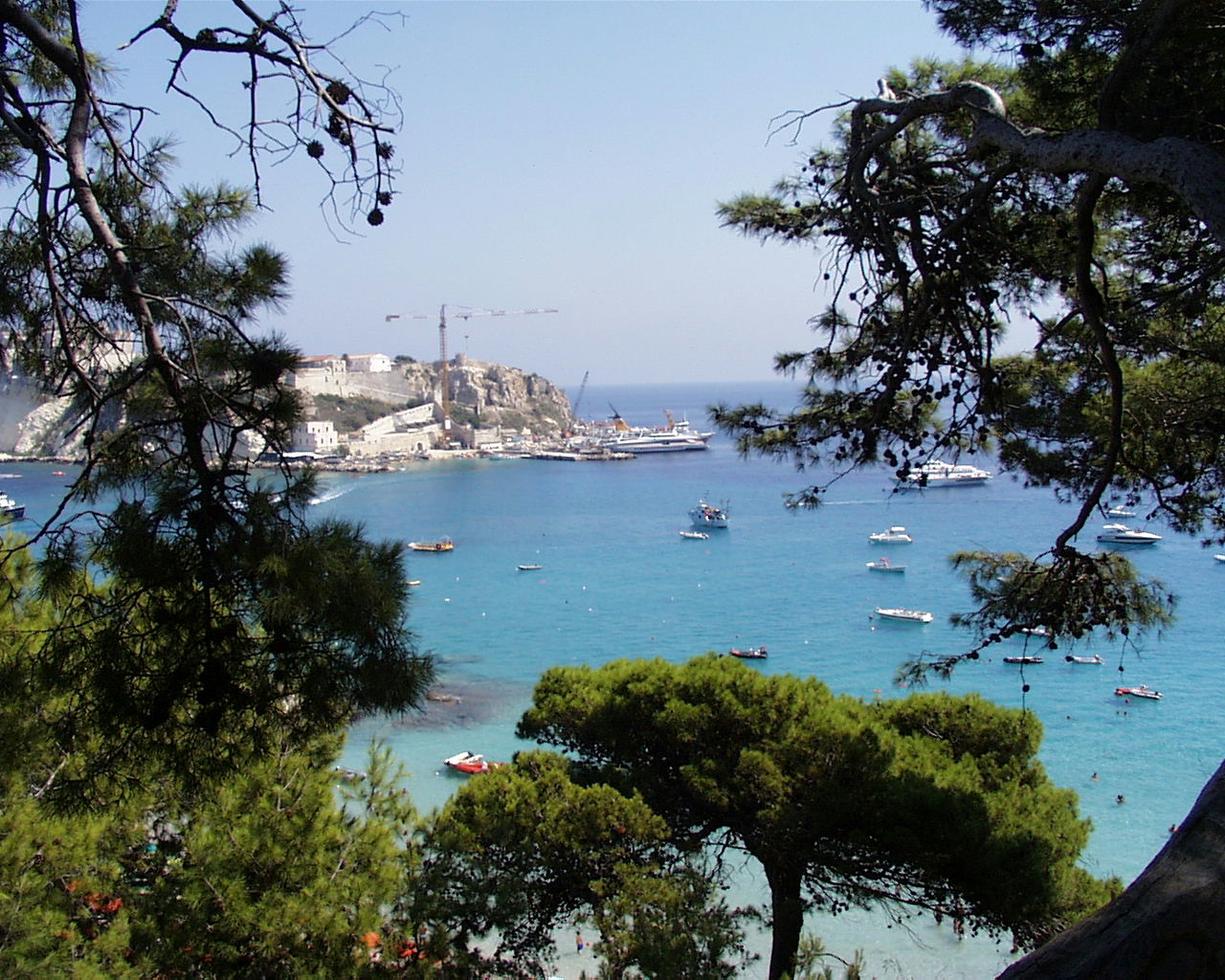
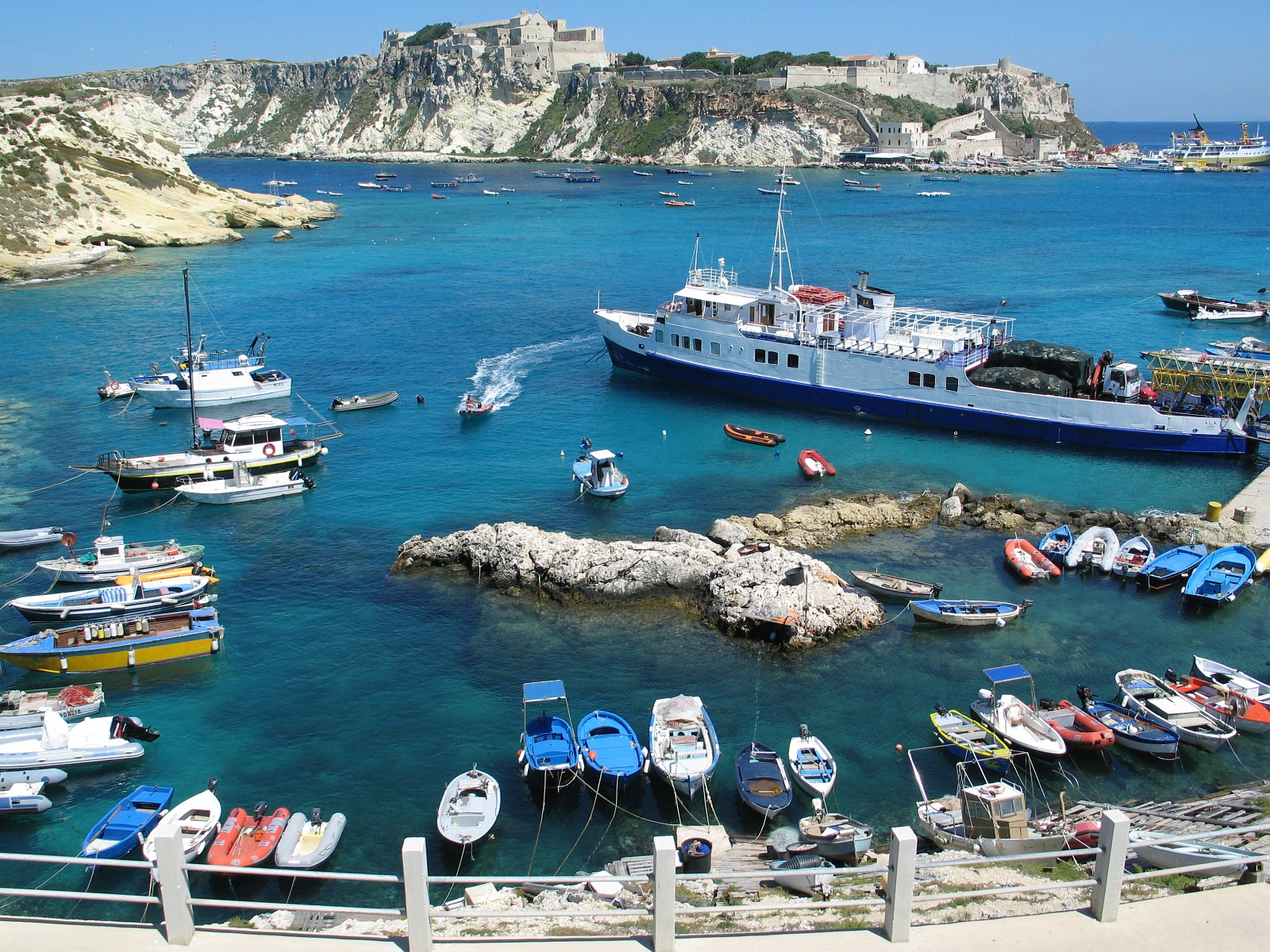